# Ex informata conscientia
L'espressione latina ex informata conscientia (che deriva da una coscienza informata) indica una convinzione o una decisione che proviene da una convinzione personale basata comunque sulla conoscenza di fatti o argomentazioni a suffragio di questa decisione.
Per esempio, nel diritto canonico un sacerdote poteva esser sospeso dai suoi uffici direttamente dal suo vescovo attraverso una "sospensione ex informata conscientia" (canoni 2186-2194, Codice del 1917), qualora quest'ultimo fosse venuto a conoscenza di fatti o situazioni tali da richiedere, a suo giudizio, il suo immediato intervento.